# Darius Gaiden
Darius Gaiden (ダライアス外伝?, Daraiasu Gaiden) è un videogioco arcade sparatutto a scorrimento sviluppato e pubblicato dalla Taito nel 1994. Trattasi del terzo capitolo della nota serie Darius. Originariamente chiamato Darius III, il suo nome è stato cambiato in quello attuale poiché la storia è ambientata tra i primi due giochi; gaiden è il termine giapponese che significa "storia secondaria".
Il titolo venne convertito per le piattaforme Sega Saturn, PlayStation e PC ed è presente all'interno di Taito Legends 2 per PlayStation 2, Xbox e PC.

## Trama
Dopo un'epica battaglia sul pianeta Darius, il pianeta sembra avvizzire, costringendo a una massiccia emigrazione verso il pianeta Vadis. Tuttavia, dopo molto tempo, questi immigrati hanno deciso di tornare sul loro pianeta natale. Mentre i loro piani di ritorno prendevano forma, una forza sconosciuta ha iniziato a distruggere i loro porti di transito e attraccare sia aerei che nautici.
I cacciatorpediniere stanno ora inseguendo il convoglio principale di navi (che si presume venga utilizzato per il trasporto di persone tra Vadis e Darius). Mentre il convoglio si avvicina a Vadis, le mani malvagie dei cacciatorpediniere si estendono verso l'INS (Immigration & Naturalization Service) di Vadis.
Uno dopo l'altro, il nemico attaccante massacra i soldati Silverhawk che oppongono resistenza. Silverhawk ora è rimasto con solo due astronavi, e queste si dirigono in battaglia con le aspirazioni della sua gente al seguito...

## Modalità di gioco
Il giocatore controlla un'astronave chiamata Silver Hawk e deve guidarla attraverso livelli scorrevoli, distruggendo i nemici ed evitando gli ostacoli lungo il tragitto. L'astronave è armata con missili lanciati in avanti, bombe aeree e un campo di forza protettivo, tutti potenziabili tramite vari potenziamenti che vengono rilasciati da nemici di colore speciale quando vengono distrutti dal giocatore. Una novità nell'arsenale della Silver Hawk in Darius Gaiden è la "bomba buco nero". Quando viene sparata, essa crea un grande vortice al centro dello schermo, che risucchia nemici e proiettili sullo schermo per un breve momento, finché non esplode in una potente palla di fulmini che infligge danni enormi a ogni nemico sullo schermo.
Un'altra caratteristica introdotta nel gioco è la capacità di catturare i miniboss, che appaiono in ogni livello. Ogni miniboss ha una piccola palla circolare posizionata su di sé che, dopo aver ricevuto abbastanza danni, si stacca e fluttua via, facendo sì che il miniboss diventi inattivo. Se il giocatore raccoglie la palla, il miniboss lo segue e lo aiuta. Dopo un breve periodo di tempo, o se il giocatore perde una vita, il miniboss esploderà.

### Darius Gaiden Extra Version
Questa versione del gioco arcade contiene livelli riorganizzati, nonché fuoco automatico attivato automaticamente, due livelli di potenza delle armi extra e una modalità a tutti i livelli a cui si può accedere iniziando il gioco in due giocatori.

## Accoglienza
Al suo debutto nelle sale giochi, Darius Gaiden ricevette il plauso della critica e fu un successo commerciale. La rivista giapponese Gamest ha assegnato al gioco diversi premi, tra cui il 2º premio "Miglior grafica", il 3º premio "Miglior sparatutto" e il 7º premio "Grand Prize". I lettori lo hanno anche votato come il quarto miglior gioco arcade dell'anno. Inoltre ha elogiato Taito per non essersi concentrata su espedienti come lo schermo panoramico, ma piuttosto sul gameplay rendendolo fresco e interessante. Lo staff ha elogiato la meccanica, la colonna sonora, lo stile grafico e la presentazione generale.
Anche le versioni domestiche di Darius Gaiden, in particolare la versione Sega Saturn, hanno ricevuto recensioni positive. La versione per Saturn ha venduto oltre 70.000 copie solo in Giappone. Famitsū gli ha conferito il premio "Gold Hall of Fame", il secondo riconoscimento più alto della rivista per un gioco. Le pubblicazioni si sono concentrate specificamente sul gameplay e sullo stile grafico. I quattro recensori di Electronic Gaming Monthly sono rimasti colpiti dalla grafica per il suo effetto 3D e i dettagli, così come lo staff di Famitsu e Air Hendrix di GamePro. Lo staff di GameFan ha paragonato la sua qualità a Pulstar di SNK. Rad Automatic di Sega Saturn Magazine ha elogiato Gaiden per la sua grafica e il gameplay ricco di azione, in particolare il livello di sfida e l'uso di percorsi di livello ramificati.
Alcuni critici hanno apprezzato la stranezza della colonna sonora mentre altri l'hanno trovata inappropriata. La musica è stata l'unica lamentela di Automatic sul gioco, descrivendola come "una cicciona che gorgheggia come una pubblicità di Old Spice". Famitsu non è d'accordo, sostenendo che la musica conferisce al gioco un certo fascino. GameFan ha affermato che le composizioni di Zuntata erano sorprendentemente buone e si adattavano alla sua atmosfera. I critici sono stati contrastanti anche sulla difficoltà. Electronic Gaming Monthly ha dichiarato che questa era la loro unica lamentela nei confronti di Gaiden, ritenendo che fosse troppo alto e rendesse il gioco inutilmente difficile da giocare. Automatic la pensava diversamente, dicendo che la difficoltà era giusta. Lo staff di GameFan ha sostenuto che la versione per Sega Saturn era migliore della sua controparte arcade per la mancanza di rallentamenti e per gli effetti grafici impressionanti. Famitsu era meno entusiasta della conversione per PlayStation a causa dei suoi problemi di rallentamento, dello scorrimento a scatti e delle scene di apertura poco impressionanti. Daniel Erickson di PC Gamer, che ha recensito la versione per Windows, ha sostenuto che il gioco non era così impressionante come una volta, ma che il gameplay e i controlli reattivi lo rendevano un acquisto degno per i fan del genere.
Darius Gaiden è stato inserito tra i migliori sparatutto a scorrimento laterale di tutti i tempi. Nel 2014, Rupert Higham di Eurogamer ha dichiarato che Gaiden è "uno dei giochi basati su sprite più sicuri e riusciti mai immaginati". Ha affermato che il gioco rappresentava il talento di Taito nel progettare livelli unici che erano divertenti da attraversare e ha commentato la grafica colorata e dettagliata del gioco. Higham ritiene che Gaiden abbia contribuito a portare il franchise di Darius in una direzione diversa, allontanandosi dal suo focus su espedienti come il design a tre schermi e verso innovazione e presentazione. Higham ritiene inoltre che la colonna sonora di Zuntata sia stata una delle caratteristiche migliori e più memorabili del gioco. Nel 2016, Kurt Kalata di Hardcore Gaming 101 ha affermato che il gioco ha permesso alla serie di "[farsi crescere] la sua barba figurativa" e di diventare uno dei franchise di sparatutto più rispettati. Ha elogiato il gioco per la sua grafica e il level design; ha elogiato in particolar modo la presentazione del gioco per essere una delle migliori per uno sparatutto, e la colonna sonora "inquietantemente bella" per la sua stranezza, dicendo che "[rende] il gioco non solo un grande sparatutto, ma anche una delle migliori esperienze audiovisive in qualsiasi gioco arcade 2D".